# Andrew J. McKenna
Andrew James McKenna, född 17 september 1929 i Chicago, Illinois, död 7 februari 2023 i North Shore i Chicago, var en amerikansk företagsledare som var styrelseordförande för pappersföretaget Schwarz Supply Source, Inc. sedan mitten av 1960-talet och styrelseordförande för den globala snabbmatskedjan McDonald's Corporation 2004–2016. Han var också ledamot i medieföretaget Tribune Media Company mellan 1982 och 2002 och för det brittiska försäkringsförmedlingsföretaget Aon plc mellan 1982 och 2012.
Han avlade en kandidatexamen i företagsekonomi vid University of Notre Dame och en doktor i rättsvetenskap vid DePaul University College of Law.
1990 köpte McKenna tillsammans med Aon:s grundare och dåvarande styrelseordförande Patrick Ryan en minoritetspost på 19,7% i det amerikanska fotbollslaget Chicago Bears i National Football League (NFL).